# Уманский, Константин Александрович
Константи́н Алекса́ндрович Ума́нский (1 [14] мая 1902, Николаев, Российская империя — 25 января 1945, Мексика) — советский дипломат и журналист.

## Биография
Родился в образованной и состоятельной еврейской семье. Отец — инженер Абрам Исаакович Уманский (1859—1913), уроженец Бахмута, впоследствии владелец Механического чугунно-литейного завода и фабрики земледельческих машин в Николаеве; мать — Тереза Абрамовна Уманская (в девичестве Гольдштерн, 1871—1947), дочь одесского зерноторговца, купца первой гильдии Абрама Менделевича Гольдштерна. Брат (от первого брака отца) — инженер-электромеханик Леонид Александрович Уманский. Семья жила в собственном доме на Курьерской улице напротив водонапорной башни Шухова.
С юности владел немецким, французским и английским языками. С 1918 года — студент Московского университета. Член РКП(б) с 1919 года.
В конце 1920-х годов по направлению Луначарского жил в Германии, работая по линии Международного бюро Отдела ИЗО Наркомпроса, которое возглавляли Владимир Татлин и Дымшиц-Толстая. В Германии и Австрии Уманский подружился с дадаистами и венгерскими авангардистами. В 1920 году Уманский выпустил на немецком языке первую в мире книгу о новом советском искусстве, склоняющемуся к «машинному искусству» Татлина.
В августе-октябре 1922 года — сотрудник центрального аппарата НКИД РСФСР. В 1922—1931 годах — сотрудник Российского телеграфного агентства (РОСТА), Телеграфного агентства Советского Союза (ТАСС), с 1928 года возглавлял отделение ТАСС в Париже и Женеве.
В 1930 году проучился один год в Институте красной профессуры.
В 1931—1936 годах — заместитель заведующего Отделом печати и информации НКИД СССР и заведующий Отделом печати и информации НКИД СССР.
В 1936—1939 годах — советник Полномочного представительства СССР в США. В 1938—1939 годах — поверенный в делах СССР в США. В 1939—1941 годах — полномочный представитель СССР в США. 9 мая 1941 — 5 ноября 1941 года — чрезвычайный и полномочный посол СССР в США.
В 1941—1943 годах — член коллегии НКИД СССР. 
В 1943 году — чрезвычайный и полномочный посланник СССР в Мексике. В 1943—1945 годах — чрезвычайный и полномочный посол СССР в Мексике. В 1944—1945 годах — чрезвычайный и полномочный посланник СССР в Коста-Рике по совместительству.

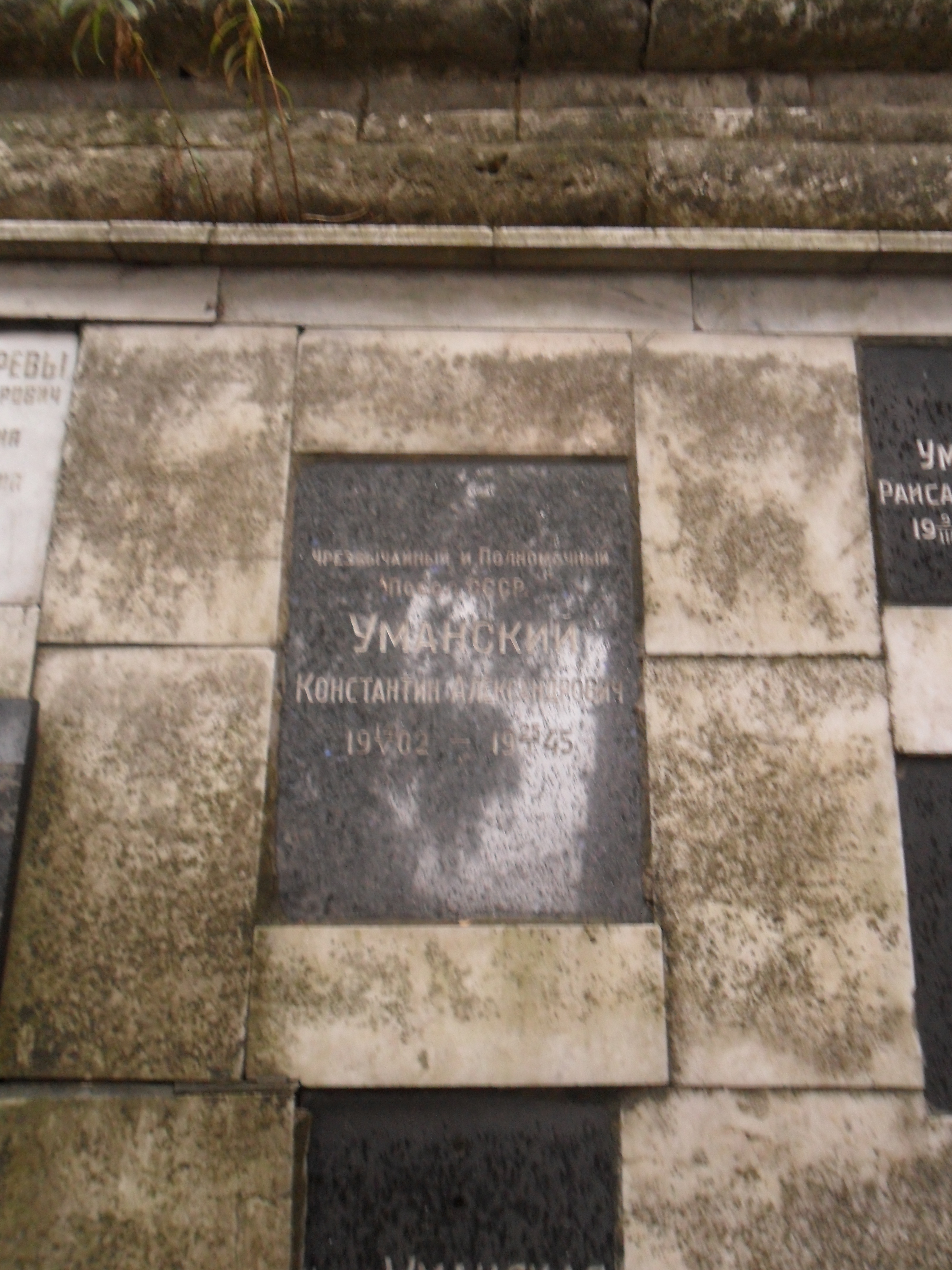
Могила Уманского в колумбарии Новодевичьего кладбище.

Погиб 25 января 1945 года в авиакатастрофе во время перелёта Мексика — Коста-Рика на церемонию вручения верительных грамот президенту Коста-Рики. Из 11 человек, находившихся на борту C-60 ВВС Мексики выжило двое, бортмеханик и одна из пассажирок.
Урны с его прахом и других погибших были установлены в Малом зале Дома Союзов. В последнюю смену почетного караула стояли Н. М. Шверник, В. М. Молотов, В. Г. Деканозов, С. А. Лозовский, А. Ф. Горкин, И. В. Майоров, и К. А. Михайлов.
Похоронен 20 февраля в Москве на Новодевичьем кладбище.

## Дипломатический ранг
14 июня 1943 года — Чрезвычайный и полномочный посол

## Семья
- Жена — Раиса Михайловна Уманская (урождённая Шейнина, 1903—1945), погибла вместе с ним в авиакатастрофе 25 января 1945 года.
  - Их единственная дочь Нина Уманская (1928—1943) 3 июня 1943 года была убита на Большом Каменном мосту в Москве своим возлюбленным Владимиром Шахуриным — сыном наркома авиационной промышленности А. И. Шахурина, который, застрелив её, покончил с собой[13][14][15].
- Сестра матери — Евгения Абрамовна Гольдштерн[англ.] (1884—1942), австрийский этнограф, фольклорист и антрополог.

## Награды
- Орден Трудового Красного Знамени (3 ноября 1944)